# Saint-Pierre-des-Jonquières
Saint-Pierre-des-Jonquières település Franciaországban, Seine-Maritime megyében. Lakosainak száma 76 fő (2022. január 1.). Saint-Pierre-des-Jonquières Bailleul-Neuville, Fréauville, Fresnoy-Folny, Londinières, Puisenval és Smermesnil községekkel határos.

## Népesség
A település népessége az elmúlt években az alábbi módon változott:
| Lakosok száma | 91   | 80   | 75   | 74   | 73   | 72   | 74   | 75   | 76   |
|               | 2013 | 2015 | 2016 | 2017 | 2018 | 2019 | 2020 | 2021 | 2022 |